# Дегерфорш
Дегерфорш (на шведски: Degerfors) е град в централна Швеция, лен Йоребру. Главен административен център на едноименната община Дегерфорш. Разположен е около река Летелвен. Намира се на около 220 km на запад от столицата Стокхолм и на около 40 km на югозапад от Йоребру. Получава статут на търговски град (на шведски шьопинг) през 1943 г. ЖП възел. Населението на града е 7160 жители според данни от преброяването през 2010 г.

## Спорт
Представителният футболен отбор на града се казва Дегерфорш ИФ. Дългогодишен участник е в Шведската лига Суперетан.

## Личности
Във футболния отбор на града са играли Улоф Мелбери и Абдер Кабус, а Свен-Йоран Ериксон е бил треньор.